# Serie A (Italia) 2012-13
La Serie A 2012/13 (Serie A TIM, por razones de auspicio) fue la 81.ª edición de la Serie A, la máxima competición futbolística de Italia. Esta temporada inició el 25 de agosto de 2012 y finalizó el 19 de mayo de 2013.
Juventus, campeón defensor del título, habiendo logrado el trofeo de manera invicta en la pasada temporada (23 partidos ganados, 15 empates y ninguna derrota), volvió a llevarse el Scudetto. Un total de 20 equipos disputaron la liga: 17 que mantuvieron la categoría en la temporada pasada y 3 ascendidos de la Serie B.

## Equipos participantes
Los 20 equipos que participaron en esta edición de la Serie A fueron los 17 que mantuvieron la categoría más 3 provenientes de la Serie B 2011-12; el campeón, el subcampeón y el ganador de la repesca entre los siguientes 4 equipos en la tabla de posiciones (3°-6°).
Los 3 últimos equipos de la anterior Serie A debieron regresar a jugar la Serie B entrante para darle paso a los nuevos acogedores. El primer equipo que perdió la categoría fue el Cesena seguido por el Novara que recién había ascendido y por último el Lecce que en la última fecha se confirmó su descenso (debido a una sanción por estar involucrado al escándalo del fútbol italiano 2011-12, descendió a la Lega Pro Prima Divisione (tercera división). Cesena y Lecce habían ascendido apenas hace 2 temporadas.
Los ascendidos fueron el Pescara que regresó a la máxima división de Italia tras 19 temporadas, el Torino haciendo que el derbi de La Mole se juegue después de 4 años en liga y el último ascendido por medio de la eliminatoria fue la Sampdoria, último en clasificarse a este repechaje y venciendo en la final al Varese con un global de 4-2.
| Pos | Descendidos de la Serie A |
| --- | ------------------------- |
| 18º | Lecce                     |
| 19° | Novara                    |
| 20º | Cesena                    |

| Pos   | Ascendidos de la Serie B |
| ----- | ------------------------ |
| 1º    | Pescara                  |
| 2º    | Torino                   |
| Prom. | Sampdoria                |

### Información de los equipos
| Club                                       | Ciudad    | Entrenador           | Estadio                 | Aforo  | Patrocinador                             |
| ------------------------------------------ | --------- | -------------------- | ----------------------- | ------ | ---------------------------------------- |
| Atalanta                                   | Bérgamo   | Stefano Colantuono   | Atleti Azzurri d'Italia | 26.542 | Axa, Konica Minolta                      |
| Bologna                                    | Bolonia   | Stefano Pioli        | Renato Dall'Ara         | 38.279 | NGM Mobile, Serenissima Ceramica         |
| Cagliari                                   | Cagliari  | Ivo Pulga            | Is Arenas               | 16.214 | Sardegna, Tirrenia                       |
| Catania                                    | Catania   | Rolando Maran        | Angelo Massimino        | 23.420 | Arancia Rossa di Silicia, TTTLines       |
| Chievo Verona                              | Verona    | Eugenio Corini       | Marcantonio Bentegodi   | 38.402 | Banca Popolare di Verona, Baterías Midac |
| Fiorentina                                 | Florencia | Vincenzo Montella    | Artemio Franchi         | 47.282 | Mazda                                    |
| Genoa                                      | Génova    | Davide Ballardini    | Luigi Ferraris          | 36.685 | iZiPlay                                  |
| Inter de Milán                             | Milán     | Andrea Stramaccioni  | Giuseppe Meazza         | 80.074 | Pirelli                                  |
| Juventus                                   | Turín     | Antonio Conte        | Juventus Stadium        | 41.254 | Jeep                                     |
| Lazio                                      | Roma      | Vladimir Petković    | Olímpico de Roma        | 72.698 | —                                        |
| Milan                                      | Milán     | Massimiliano Allegri | Giuseppe Meazza         | 80.074 | Emirates                                 |
| Napoli                                     | Nápoles   | Walter Mazzarri      | San Paolo               | 60.240 | Lete, MSC Crociere                       |
| Palermo                                    | Palermo   | Giuseppe Sannino     | Renzo Barbera           | 37.242 | Eurobet                                  |
| Parma                                      | Parma     | Roberto Donadoni     | Ennio Tardini           | 27.906 | Folleto, Navigare                        |
| Pescara                                    | Pescara   | Christian Bucchi     | Adriático               | 24.500 | Acqua Santa Croce                        |
| Roma                                       | Roma      | Aurelio Andreazzoli  | Olímpico de Roma        | 72.698 | Wind                                     |
| Sampdoria                                  | Génova    | Delio Rossi          | Luigi Ferraris          | 36.685 | gamenet                                  |
| Siena                                      | Siena     | Giuseppe Iachini     | Montepaschi Arena       | 15.373 | Monte dei Paschi di Siena                |
| Torino                                     | Turín     | Giampiero Ventura    | Olímpico de Turín       | 27.994 | Aruba.it, Breccia                        |
| Udinese                                    | Údine     | Francesco Guidolin   | Friuli                  | 30.642 | Dacia                                    |
| Datos actualizados al 11 de marzo de 2013. |           |                      |                         |        |                                          |

### Cambios de entrenadores
| Equipo        | Entrenador (jornadas)                                                                     |
| ------------- | ----------------------------------------------------------------------------------------- |
| Palermo       | Giuseppe Sannino (1-3, 29-38) Gian Piero Gasperini (4-23, 27-28) Alberto Malesani (24-26) |
| Chievo Verona | Domenico Di Carlo (1-6) Eugenio Corini (7-38)                                             |
| Cagliari      | Massimo Ficcadenti (1-6) Ivo Pulga (7-38)                                                 |
| Genoa         | Luigi de Canio (1-8) Luigi Delneri (9-21) Davide Ballardini (22-38)                       |
| Pescara       | Giovanni Stroppa (1-13) Cristiano Bergodi (14-27) Christian Bucchi (28-38)                |
| Siena         | Serse Cosmi (1-17) Giuseppe Iachini (18-38)                                               |
| Sampdoria     | Ciro Ferrara (1-17) Delio Rossi (18-38)                                                   |
| Roma          | Zdeněk Zeman (1-23) Aurelio Andreazzoli (24-38)                                           |

### Equipos porregión
| Región               | N.º | Equipos                          |
| -------------------- | --- | -------------------------------- |
| Lombardía            | 3   | Atalanta, Inter de Milán y Milan |
| Emilia-Romaña        | 2   | Bologna y Parma                  |
| Lacio                | 2   | Lazio y Roma                     |
| Liguria              | 2   | Genoa y Sampdoria                |
| Piamonte             | 2   | Juventus y Torino                |
| Sicilia              | 2   | Catania y Palermo                |
| Toscana              | 2   | Fiorentina y Siena               |
| Abruzos              | 1   | Pescara                          |
| Campania             | 1   | Napoli                           |
| Cerdeña              | 1   | Cagliari                         |
| Friuli-Venecia Julia | 1   | Udinese                          |
| Véneto               | 1   | Chievo Verona                    |

## Clasificación
| Pos. | Equipo         | Pts. | PJ | G  | E  | P  | GF | GC | Dif. | Clasificación o descenso               |
| ---- | -------------- | ---- | -- | -- | -- | -- | -- | -- | ---- | -------------------------------------- |
| 1    | Juventus (C)   | 87   | 38 | 27 | 6  | 5  | 71 | 24 | +47  | Fase de grupos de la Liga de Campeones |
| 2    | Napoli         | 78   | 38 | 23 | 9  | 6  | 73 | 36 | +37  | Fase de grupos de la Liga de Campeones |
| 3    | Milan          | 72   | 38 | 21 | 9  | 8  | 67 | 39 | +28  | Play-offs de la Liga de Campeones      |
| 4    | Fiorentina     | 70   | 38 | 21 | 7  | 10 | 72 | 44 | +28  | Play-offs de la Liga Europa            |
| 5    | Udinese        | 66   | 38 | 18 | 12 | 8  | 59 | 45 | +14  | Tercera ronda previa de la Liga Europa |
| 6    | Roma           | 62   | 38 | 18 | 8  | 12 | 71 | 56 | +15  |                                        |
| 7    | Lazio          | 61   | 38 | 18 | 7  | 13 | 51 | 42 | +9   | Fase de grupos de la Liga Europa       |
| 8    | Catania        | 56   | 38 | 15 | 11 | 12 | 50 | 46 | +4   |                                        |
| 9    | Inter de Milán | 54   | 38 | 16 | 6  | 16 | 55 | 57 | −2   |                                        |
| 10   | Parma          | 49   | 38 | 13 | 10 | 15 | 45 | 46 | −1   |                                        |
| 11   | Caglari        | 47   | 38 | 12 | 11 | 15 | 43 | 55 | −12  |                                        |
| 12   | Chievo Verona  | 45   | 38 | 12 | 9  | 17 | 37 | 52 | −15  |                                        |
| 13   | Bologna        | 44   | 38 | 11 | 11 | 16 | 46 | 52 | −6   |                                        |
| 14   | Sampdoria      | 42   | 38 | 11 | 10 | 17 | 43 | 51 | −8   |                                        |
| 15   | Atalanta       | 40   | 38 | 11 | 9  | 18 | 39 | 56 | −17  |                                        |
| 16   | Torino         | 39   | 38 | 8  | 16 | 14 | 46 | 55 | −9   |                                        |
| 17   | Genoa          | 38   | 38 | 8  | 14 | 16 | 38 | 52 | −14  |                                        |
| 18   | Palermo (D)    | 32   | 38 | 6  | 14 | 18 | 34 | 54 | −20  | Descenso de categoría                  |
| 19   | Siena (D)      | 30   | 38 | 9  | 9  | 20 | 36 | 57 | −21  | Descenso de categoría                  |
| 20   | Pescara (D)    | 22   | 38 | 6  | 4  | 28 | 27 | 84 | −57  | Descenso de categoría                  |

 Fuente: [cita requerida]
Notas:
1. ↑  Lazio se clasificó para la fase de grupos de la Liga Europa 2013-14 al haber ganado la Coppa Italia 2012-13.
2. 1 2  Sampdoria y Torino fueron sancionados con una reducción de un punto por haber estado involucrados en un escándalo de amaño de partidos en la temporada anterior.
3. ↑  Atalanta fue sancionado con una reducción de 2 puntos por haber estado involucrado en un escándalo de amaño de partidos en la temporada anterior.
4. ↑  Siena fue sancionado con una reducción de 6 puntos por haber estado involucrado en un escándalo de amaño de partidos en la temporada anterior.

### Evolución de la clasificación
| Equipo / Jornada | 1   | 2   | 3   | 4   | 5   | 6   | 7   | 8   | 9   | 10  | 11  | 12  | 13  | 14  | 15  | 16  | 17  | 18  | 19  | 20  | 21  | 22  | 23  | 24  | 25  | 26  | 27  | 28  | 29  | 30  | 31  | 32  | 33  | 34  | 35  | 36  | 37  | 38  |
| Equipo / Jornada |     |     |     |     |     |     |     |     |     |     |     |     |     |     |     |     |     |     |     |     |     |     |     |     |     |     |     |     |     |     |     |     |     |     |     |     |     |     |
| ---------------- | --- | --- | --- | --- | --- | --- | --- | --- | --- | --- | --- | --- | --- | --- | --- | --- | --- | --- | --- | --- | --- | --- | --- | --- | --- | --- | --- | --- | --- | --- | --- | --- | --- | --- | --- | --- | --- | --- |
| Juventus         | 05° | 01° | 01° | 01° | 01° | 01° | 01° | 01° | 01° | 01° | 01° | 01° | 01° | 01° | 01° | 01° | 01° | 01° | 01° | 01° | 01° | 01° | 01° | 01º | 01º | 01° | 01° | 01° | 01° | 01° | 01° | 01° | 01° | 01° | 01° | 01° | 01º | 01° |
| Napoli           | 02° | 02° | 02° | 02° | 02° | 02° | 02° | 02° | 02° | 03° | 03° | 03° | 04° | 02° | 02° | 03° | 05° | 05° | 03° | 03° | 02° | 02° | 02° | 02º | 02º | 02º | 02º | 02º | 02º | 02º | 02º | 02º | 02º | 02º | 02º | 02º | 02º | 02º |
| Milan            | 13° | 10° | 10° | 15° | 09° | 10° | 11° | 15° | 11° | 12° | 10° | 13° | 12° | 09° | 07° | 07° | 07° | 07° | 07° | 07° | 06° | 05° | 04° | 05° | 03° | 04° | 03° | 03° | 03° | 03° | 03° | 03° | 03° | 03° | 03° | 03° | 03° | 03° |
| Fiorentina       | 06° | 11° | 06° | 06° | 07° | 08° | 06° | 06° | 05° | 05° | 04° | 04° | 03° | 03° | 04° | 06° | 04° | 03° | 04° | 05° | 05° | 06° | 06° | 06° | 06° | 06° | 06° | 04° | 04° | 04° | 04° | 04° | 04° | 04° | 04° | 04° | 04° | 04° |
| Catania          | 12° | 16° | 17° | 13° | 14° | 14° | 14° | 12° | 08° | 09° | 11° | 10° | 10° | 12° | 09° | 08° | 09° | 10° | 09° | 08° | 10° | 09° | 09° | 07° | 09° | 09° | 09° | 09° | 09º | 09º | 09º | 08º | 08º | 06° | 06° | 05° | 05° | 05° |
| Roma             | 10° | 05° | 07° | 05° | 06° | 07° | 05° | 05° | 06° | 07° | 06° | 06° | 06° | 06° | 06° | 05° | 06° | 06° | 06° | 06° | 07° | 08° | 08° | 09° | 08° | 08° | 07° | 07º | 05° | 07º | 07º | 06° | 06º | 05° | 05° | 07º | 07º | 06º |
| Lazio            | 07° | 03° | 03° | 03° | 05° | 04° | 03° | 03° | 04° | 04° | 05° | 05° | 05° | 05° | 05° | 04° | 03° | 02° | 02° | 02° | 03° | 03° | 03° | 03° | 04° | 03° | 05° | 06º | 07º | 06º | 05° | 05° | 07º | 08º | 07º | 06º | 06º | 07º |
| Udinese          | 09° | 06° | 08° | 10° | 12° | 16° | 07° | 07° | 09° | 11° | 07° | 07° | 07° | 08° | 10° | 09° | 08° | 09° | 10° | 10° | 08° | 07° | 07° | 08° | 07° | 07° | 08° | 08° | 08º | 08º | 08º | 09º | 09º | 09º | 09º | 09º | 08º | 08º |
| Inter            | 01° | 09° | 05° | 07° | 04° | 03° | 04° | 04° | 03° | 02° | 02° | 02° | 02° | 04° | 03° | 02° | 02° | 04° | 05° | 04° | 04° | 04° | 05° | 04° | 05° | 05° | 04° | 05° | 06º | 05° | 06º | 07º | 05° | 07º | 08º | 08º | 09º | 09º |
| Parma            | 16° | 13° | 13° | 12° | 08° | 09° | 15° | 11° | 07° | 06° | 08° | 08° | 09° | 07° | 08° | 11° | 10° | 08° | 08° | 09° | 09° | 10° | 10° | 10° | 10° | 11° | 13° | 12° | 13º | 10º | 10º | 11º | 12º | 11º | 11º | 10º | 10º | 10º |
| Cagliari         | 15° | 14° | 16° | 17° | 19° | 20° | 19° | 14° | 10° | 08° | 12° | 11° | 11° | 13° | 13° | 14° | 16° | 17° | 18° | 17° | 16° | 16° | 16° | 16° | 14° | 13° | 14° | 13° | 15º | 11º | 11º | 10º | 10º | 10º | 10º | 11º | 11º | 11º |
| Chievo Verona    | 03° | 12° | 12° | 16° | 17º | 18° | 16° | 17º | 19° | 15º | 16° | 15° | 17° | 17° | 15° | 12° | 11° | 12° | 11° | 11° | 12° | 11° | 12° | 13° | 13° | 15º | 16° | 16° | 15º | 15º | 16º | 16º | 13º | 14º | 13º | 12º | 12º | 12º |
| Bologna          | 14° | 15° | 14° | 14° | 15° | 11° | 12° | 16° | 17° | 19° | 18° | 19° | 15° | 19° | 16° | 15° | 13° | 14° | 16° | 14° | 14° | 15° | 14° | 15° | 16° | 14° | 11° | 10° | 11º | 12º | 12º | 12º | 11º | 12º | 12º | 13º | 13º | 13º |
| Sampdoria        | 08° | 04° | 04° | 04° | 03° | 05° | 08° | 08° | 12° | 15° | 15° | 17° | 14° | 11° | 12° | 13° | 14° | 15° | 14° | 15° | 15° | 13° | 15° | 11° | 12° | 10° | 10° | 11° | 10º | 13º | 14º | 14º | 15º | 15º | 15º | 15º | 15º | 14º |
| Atalanta         | 19° | 19° | 15° | 09° | 10° | 15° | 18° | 13° | 15° | 10° | 09° | 09° | 08° | 10° | 11° | 10° | 12° | 11° | 12° | 13° | 13° | 14° | 13° | 14° | 15° | 16º | 15° | 14° | 16º | 16º | 13º | 13º | 14º | 13º | 14º | 14º | 14º | 15º |
| Torino           | 11° | 07° | 09° | 11° | 13° | 06° | 10° | 09° | 13° | 13° | 13° | 12° | 13° | 14° | 14° | 15° | 15° | 13° | 13° | 12° | 11° | 12° | 11° | 12° | 11° | 12° | 12° | 15° | 12º | 14º | 15º | 15º | 16º | 16º | 16º | 16º | 16º | 16º |
| Genoa            | 04° | 08° | 11° | 08° | 11° | 12° | 09° | 10° | 14° | 16° | 17° | 18° | 20° | 16° | 18° | 19° | 19° | 19° | 17° | 18° | 18° | 18° | 17° | 17° | 17° | 17° | 17° | 17° | 17° | 17° | 19° | 19° | 19º | 18º | 17º | 17º | 17º | 17º |
| Palermo          | 17° | 17° | 18° | 19° | 20° | 17º | 17° | 19° | 18° | 17° | 19° | 14° | 16° | 15° | 17° | 17° | 17° | 18° | 19° | 19° | 19° | 19° | 20° | 20° | 20° | 20° | 19° | 19º | 20º | 19º | 18° | 18° | 18º | 17° | 18° | 18º | 18º | 18º |
| Siena            | 20° | 20° | 20° | 20° | 18° | 19° | 20° | 20° | 20° | 20° | 20° | 20° | 19° | 18° | 19° | 20° | 20° | 20° | 20° | 20° | 20° | 20° | 19° | 19° | 18° | 18° | 18° | 18º | 18º | 18º | 17º | 17º | 17º | 19° | 19° | 19º | 19º | 19º |
| Pescara          | 18° | 18° | 19° | 18° | 16º | 13° | 13° | 18° | 16° | 18° | 14° | 16° | 18° | 20° | 20° | 18° | 18° | 16° | 15° | 16° | 17° | 17° | 18° | 18° | 19° | 19° | 20° | 20º | 19º | 20º | 20º | 20º | 20º | 20º | 20º | 20º | 20° | 20° |

## Resultados

### Tabla de resultados cruzados
| L\V        | ATA | BOL | CAG | CTN | CHV | FIO | GEN | INT | JUV | LAZ | MIL | NAP | PAL | PAR | PES | ROM | SAM | SIE | TOR | UDI |
| ---------- | --- | --- | --- | --- | --- | --- | --- | --- | --- | --- | --- | --- | --- | --- | --- | --- | --- | --- | --- | --- |
| Atalanta   | —   | 1–1 | 1–1 | 0–0 | 2–2 | 0–2 | 0–1 | 3–2 | 0–1 | 0–1 | 0–1 | 1–0 | 1–0 | 2–1 | 2–1 | 2–3 | 0–0 | 2–1 | 1–5 | 1–1 |
| Bologna    | 2–1 | —   | 3–0 | 4–0 | 4–0 | 2–1 | 0–0 | 1–3 | 0–2 | 0–0 | 1–3 | 0–3 | 3–0 | 1–2 | 1–1 | 3–3 | 1–1 | 1–1 | 2–2 | 1–1 |
| Cagliari   | 1–1 | 1–0 | —   | 0–0 | 0–2 | 2–1 | 2–1 | 2–0 | 1–3 | 1–0 | 1–1 | 0–1 | 1–1 | 0–1 | 1–2 | 0–3 | 3–1 | 4–2 | 4–3 | 0–1 |
| Catania    | 2–1 | 1–0 | 0–0 | —   | 2–1 | 2–1 | 3–2 | 2–3 | 0–1 | 4–0 | 1–3 | 0–0 | 1–1 | 2–0 | 1–0 | 1–0 | 3–1 | 3–0 | 0–0 | 3–1 |
| Chievo     | 1–0 | 2–0 | 0–0 | 0–0 | —   | 1–1 | 0–1 | 0–2 | 1–2 | 1–3 | 0–1 | 2–0 | 1–1 | 1–1 | 2–0 | 1–0 | 2–1 | 0–0 | 1–1 | 2–2 |
| Fiorentina | 4–1 | 1–0 | 4–1 | 2–0 | 2–1 | —   | 3–2 | 4–1 | 0–0 | 2–0 | 2–2 | 1–1 | 1–0 | 2–0 | 0–2 | 0–1 | 2–2 | 4–1 | 4–3 | 2–1 |
| Genoa      | 1–1 | 2–0 | 2–0 | 0–2 | 2–4 | 0–1 | —   | 0–0 | 1–3 | 3–2 | 0–2 | 2–4 | 1–1 | 1–1 | 4–1 | 2–4 | 1–1 | 2–2 | 1–1 | 1–0 |
| Inter      | 3–4 | 0–1 | 2–2 | 2–0 | 3–1 | 2–1 | 1–1 | —   | 1–2 | 1–3 | 1–1 | 2–1 | 1–0 | 1–0 | 2–0 | 1–3 | 3–2 | 0–2 | 2–2 | 2–5 |
| Juventus   | 3–0 | 2–1 | 1–1 | 1–0 | 2–0 | 2–0 | 1–1 | 1–3 | —   | 0–0 | 1–0 | 2–0 | 1–0 | 2–0 | 2–1 | 4–1 | 1–2 | 3–0 | 3–0 | 4–0 |
| Lazio      | 2–0 | 6–0 | 2–1 | 2–1 | 0–1 | 0–2 | 0–1 | 1–0 | 0–2 | —   | 3–2 | 1–1 | 3–0 | 2–1 | 2–0 | 3–2 | 2–0 | 2–1 | 1–1 | 3–0 |
| Milan      | 0–1 | 2–1 | 2–0 | 4–2 | 5–1 | 1–3 | 1–0 | 0–1 | 1–0 | 3–0 | —   | 1–1 | 2–0 | 2–1 | 4–1 | 0–0 | 0–1 | 2–1 | 1–0 | 2–1 |
| Napoli     | 3–2 | 2–3 | 3–2 | 2–0 | 1–0 | 2–1 | 2–0 | 3–1 | 1–1 | 3–0 | 2–2 | —   | 3–0 | 3–1 | 5–1 | 4–1 | 0–0 | 2–1 | 1–1 | 2–1 |
| Palermo    | 1–2 | 1–1 | 1–1 | 3–1 | 4–1 | 0–3 | 0–0 | 1–0 | 0–1 | 2–2 | 2–2 | 0–3 | —   | 1–3 | 1–1 | 2–0 | 2–0 | 1–2 | 0–0 | 2–3 |
| Parma      | 2–0 | 0–2 | 4–1 | 1–2 | 2–0 | 1–1 | 0–0 | 1–0 | 1–1 | 0–0 | 1–1 | 1–2 | 2–1 | —   | 3–0 | 3–2 | 2–1 | 0–0 | 4–1 | 0–3 |
| Pescara    | 0–0 | 2–3 | 0–2 | 2–1 | 0–2 | 1–5 | 2–0 | 0–3 | 1–6 | 0–3 | 0–4 | 0–3 | 1–0 | 2–0 | —   | 0–1 | 2–3 | 2–3 | 0–2 | 0–1 |
| Roma       | 2–0 | 2–3 | 2–4 | 2–2 | 0–1 | 4–2 | 3–1 | 1–1 | 1–0 | 1–1 | 4–2 | 2–1 | 4–1 | 2–0 | 1–1 | —   | 1–1 | 4–0 | 2–0 | 2–3 |
| Sampdoria  | 1–2 | 1–0 | 0–1 | 1–1 | 2–0 | 0–3 | 3–1 | 0–2 | 3–2 | 0–1 | 0–0 | 0–1 | 1–3 | 1–0 | 6–0 | 3–1 | —   | 2–1 | 1–1 | 0–2 |
| Siena      | 0–2 | 1–0 | 0–0 | 1–3 | 0–1 | 0–1 | 1–0 | 3–1 | 1–2 | 3–0 | 1–2 | 0–2 | 0–0 | 0–0 | 1–0 | 1–3 | 1–0 | —   | 0–0 | 2–2 |
| Torino     | 2–1 | 1–0 | 0–1 | 2–2 | 2–0 | 2–2 | 0–0 | 0–2 | 0–2 | 1–0 | 2–4 | 3–5 | 0–0 | 1–3 | 3–0 | 1–2 | 0–0 | 3–2 | —   | 0–0 |
| Udinese    | 2–1 | 0–0 | 4–1 | 2–2 | 3–1 | 3–1 | 0–0 | 3–0 | 1–4 | 1–0 | 2–1 | 0–0 | 1–1 | 2–2 | 1–0 | 1–1 | 3–1 | 1–0 | 1–0 | —   |

### Primera rueda
Los horarios corresponden a la Hora central europea (CET).
| Fiorentina    | 2 - 1 | Udinese        | 25 de agosto de 2012 | 18:00 |
| Juventus      | 2 - 0 | Parma          | 25 de agosto de 2012 | 20:45 |
| Milan         | 0 - 1 | Sampdoria      | 26 de agosto de 2012 | 18:00 |
| Atalanta      | 0 - 1 | Lazio          | 26 de agosto de 2012 | 20:45 |
| Chievo Verona | 2 - 0 | Bologna        | 26 de agosto de 2012 | 20:45 |
| Genoa         | 2 - 0 | Cagliari       | 26 de agosto de 2012 | 20:45 |
| Palermo       | 0 - 3 | Napoli         | 26 de agosto de 2012 | 20:45 |
| Pescara       | 2 - 3 | Internazionale | 26 de agosto de 2012 | 20:45 |
| Roma          | 2 - 2 | Catania        | 26 de agosto de 2012 | 20:45 |
| Siena         | 0 - 0 | Torino         | 26 de agosto de 2012 | 20:45 |

| Torino         | 3 - 2 | Pescara       | 1 de septiembre de 2012 | 18:00 |
| Bologna        | 1 - 3 | Milan         | 1 de septiembre de 2012 | 20:45 |
| Udinese        | 1 - 4 | Juventus      | 2 de septiembre de 2012 | 18:00 |
| Cagliari       | 1 - 1 | Atalanta      | 2 de septiembre de 2012 | 20:45 |
| Catania        | 3 - 2 | Genoa         | 2 de septiembre de 2012 | 20:45 |
| Internazionale | 1 - 3 | Roma          | 2 de septiembre de 2012 | 20:45 |
| Lazio          | 3 - 0 | Palermo       | 2 de septiembre de 2012 | 20:45 |
| Napoli         | 2 - 1 | Fiorentina    | 2 de septiembre de 2012 | 20:45 |
| Parma          | 2 - 0 | Chievo Verona | 2 de septiembre de 2012 | 20:45 |
| Sampdoria      | 2 - 1 | Siena         | 2 de septiembre de 2012 | 20:45 |

| Palermo       | 1 - 1 | Cagliari       | 15 de septiembre de 2012 | 18:00 |
| Milan         | 0 - 1 | Atalanta       | 15 de septiembre de 2012 | 20:45 |
| Chievo Verona | 1 - 3 | Lazio          | 16 de septiembre de 2012 | 12:30 |
| Fiorentina    | 2 - 0 | Catania        | 16 de septiembre de 2012 | 15:00 |
| Genoa         | 1 - 3 | Juventus       | 16 de septiembre de 2012 | 15:00 |
| Napoli        | 3 - 1 | Parma          | 16 de septiembre de 2012 | 15:00 |
| Pescara       | 2 - 3 | Sampdoria      | 16 de septiembre de 2012 | 15:00 |
| Roma          | 2 - 3 | Bologna        | 16 de septiembre de 2012 | 15:00 |
| Siena         | 2 - 2 | Udinese        | 16 de septiembre de 2012 | 15:00 |
| Torino        | 0 - 2 | Internazionale | 16 de septiembre de 2012 | 20:45 |

| Parma          | 1 - 1 | Fiorentina    | 22 de septiembre de 2012 | 18:00 |
| Juventus       | 2 - 0 | Chievo Verona | 22 de septiembre de 2012 | 20:45 |
| Sampdoria      | 1 - 1 | Torino        | 23 de septiembre de 2012 | 12:30 |
| Atalanta       | 1 - 0 | Palermo       | 23 de septiembre de 2012 | 15:00 |
| Bologna        | 1 - 1 | Pescara       | 23 de septiembre de 2012 | 15:00 |
| Cagliari       | 0 - 3 | Roma          | 23 de septiembre de 2012 | 15:00 |
| Catania        | 0 - 0 | Napoli        | 23 de septiembre de 2012 | 15:00 |
| Internazionale | 0 - 2 | Siena         | 23 de septiembre de 2012 | 15:00 |
| Udinese        | 2 - 1 | Milan         | 23 de septiembre de 2012 | 15:00 |
| Lazio          | 0 - 1 | Genoa         | 23 de septiembre de 2012 | 20:45 |

| Fiorentina    | 0 - 0 | Juventus       | 25 de septiembre de 2012 | 18:30 |
| Pescara       | 1 - 0 | Palermo        | 26 de septiembre de 2012 | 18:30 |
| Catania       | 1 - 1 | Atalanta       | 26 de septiembre de 2012 | 20:45 |
| Chievo Verona | 0 - 2 | Internazionale | 26 de septiembre de 2012 | 20:45 |
| Genoa         | 0 - 1 | Parma          | 26 de septiembre de 2012 | 20:45 |
| Milan         | 2 - 0 | Cagliari       | 26 de septiembre de 2012 | 20:45 |
| Napoli        | 3 - 0 | Lazio          | 26 de septiembre de 2012 | 20:45 |
| Roma          | 1 - 1 | Sampdoria      | 26 de septiembre de 2012 | 20:45 |
| Torino        | 0 - 0 | Udinese        | 26 de septiembre de 2012 | 20:45 |
| Siena         | 1 - 0 | Bologna        | 27 de septiembre de 2012 | 20:45 |

| Parma          | 1 - 1 | Milan         | 29 de septiembre de 2012 | 18:00 |
| Juventus       | 4 - 1 | Roma          | 29 de septiembre de 2012 | 20:45 |
| Udinese        | 0 - 0 | Genoa         | 30 de septiembre de 2012 | 12:30 |
| Atalanta       | 1 - 5 | Torino        | 30 de septiembre de 2012 | 15:00 |
| Bologna        | 4 - 0 | Catania       | 30 de septiembre de 2012 | 15:00 |
| Cagliari       | 1 - 2 | Pescara       | 30 de septiembre de 2012 | 15:00 |
| Lazio          | 2 - 1 | Siena         | 30 de septiembre de 2012 | 15:00 |
| Palermo        | 4 - 1 | Chievo Verona | 30 de septiembre de 2012 | 15:00 |
| Sampdoria      | 0 - 1 | Napoli        | 30 de septiembre de 2012 | 15:00 |
| Internazionale | 2 - 1 | Fiorentina    | 30 de septiembre de 2012 | 20:45 |

| Chievo Verona | 2 - 1 | Sampdoria      | 6 de octubre de 2012 | 18:00 |
| Genoa         | 1 - 1 | Palermo        | 6 de octubre de 2012 | 20:45 |
| Roma          | 2 - 0 | Atalanta       | 7 de octubre de 2012 | 12:30 |
| Catania       | 2 - 0 | Parma          | 7 de octubre de 2012 | 15:00 |
| Fiorentina    | 1 - 0 | Bologna        | 7 de octubre de 2012 | 15:00 |
| Pescara       | 0 - 3 | Lazio          | 7 de octubre de 2012 | 15:00 |
| Siena         | 1 - 2 | Juventus       | 7 de octubre de 2012 | 15:00 |
| Torino        | 0 - 1 | Cagliari       | 7 de octubre de 2012 | 15:00 |
| Milan         | 0 - 1 | Internazionale | 7 de octubre de 2012 | 20:45 |
| Napoli        | 2 - 1 | Udinese        | 7 de octubre de 2012 | 20:45 |

| Juventus       | 2 - 0 | Napoli     | 20 de octubre de 2012 | 18:00 |
| Lazio          | 3 - 2 | Milan      | 20 de octubre de 2012 | 20:45 |
| Cagliari       | 1 - 0 | Bolonia    | 21 de octubre de 2012 | 12:30 |
| Atalanta       | 2 - 1 | Siena      | 21 de octubre de 2012 | 15:00 |
| Chievo         | 1 - 1 | Fiorentina | 21 de octubre de 2012 | 15:00 |
| Internazionale | 2 - 0 | Catania    | 21 de octubre de 2012 | 15:00 |
| Palermo        | 0 - 0 | Torino     | 21 de octubre de 2012 | 15:00 |
| Parma          | 2 - 1 | Sampdoria  | 21 de octubre de 2012 | 15:00 |
| Udinese        | 1 - 0 | Pescara    | 21 de octubre de 2012 | 15:00 |
| Genoa          | 2 - 4 | Roma       | 21 de octubre de 2012 | 20:45 |

| Siena      | 0 - 0 | Palermo        | 27 de octubre de 2012 | 18:00 |
| Milan      | 1 - 0 | Genoa          | 27 de octubre de 2012 | 20:45 |
| Catania    | 0 - 1 | Juventus       | 28 de octubre de 2012 | 12:30 |
| Bologna    | 1 - 3 | Internazionale | 28 de octubre de 2012 | 15:00 |
| Fiorentina | 2 - 0 | Lazio          | 28 de octubre de 2012 | 15:00 |
| Pescara    | 0 - 0 | Atalanta       | 28 de octubre de 2012 | 15:00 |
| Torino     | 1 - 3 | Parma          | 28 de octubre de 2012 | 15:00 |
| Sampdoria  | 0 - 1 | Cagliari       | 28 de octubre de 2012 | 15:00 |
| Napoli     | 1 - 0 | Chievo         | 28 de octubre de 2012 | 20:45 |
| Roma       | 2 - 3 | Udinese        | 28 de octubre de 2012 | 20:45 |

| Palermo        | 2 - 2 | Milan      | 30 de octubre de 2012  | 20:45 |
| Atalanta       | 1 - 0 | Napoli     | 31 de octubre de 2012  | 20:45 |
| Cagliari       | 4 - 2 | Siena      | 31 de octubre de 2012  | 20:45 |
| Chievo         | 2 - 0 | Pescara    | 31 de octubre de 2012  | 20:45 |
| Internazionale | 3 - 2 | Sampdoria  | 31 de octubre de 2012  | 20:45 |
| Juventus       | 2 - 1 | Bologna    | 31 de octubre de 2012  | 20:45 |
| Lazio          | 1 - 1 | Torino     | 31 de octubre de 2012  | 20:45 |
| Parma          | 3 - 2 | Roma       | 31 de octubre de 2012  | 20:45 |
| Udinese        | 2 - 2 | Catania    | 31 de octubre de 2012  | 20:45 |
| Genoa          | 0 - 1 | Fiorentina | 1 de noviembre de 2012 | 20:45 |

| Milan      | 5 - 1 | Chievo         | 3 de noviembre de 2012 | 18:00 |
| Juventus   | 1 - 3 | Internazionale | 3 de noviembre de 2012 | 20:45 |
| Pescara    | 2 - 0 | Parma          | 4 de noviembre de 2012 | 12:30 |
| Bologna    | 1 - 1 | Udinese        | 4 de noviembre de 2012 | 15:00 |
| Catania    | 4 - 0 | Lazio          | 4 de noviembre de 2012 | 15:00 |
| Fiorentina | 4 - 1 | Cagliari       | 4 de noviembre de 2012 | 15:00 |
| Napoli     | 1 - 1 | Torino         | 4 de noviembre de 2012 | 15:00 |
| Sampdoria  | 1 - 2 | Atalanta       | 4 de noviembre de 2012 | 15:00 |
| Siena      | 1 - 0 | Genoa          | 4 de noviembre de 2012 | 15:00 |
| Roma       | 4 - 1 | Palermo        | 4 de noviembre de 2012 | 20:45 |

| Cagliari      | 0 - 0 | Catania        | 10 de noviembre de 2012 | 18:00 |
| Pescara       | 1 - 6 | Juventus       | 10 de noviembre de 2012 | 20:45 |
| Palermo       | 2 - 0 | Sampdoria      | 11 de noviembre de 2012 | 12:30 |
| Chievo Verona | 2 - 2 | Udinese        | 11 de noviembre de 2012 | 15:00 |
| Genoa         | 2 - 4 | Napoli         | 11 de noviembre de 2012 | 15:00 |
| Lazio         | 3 - 2 | Roma           | 11 de noviembre de 2012 | 15:00 |
| Milan         | 1 - 3 | Fiorentina     | 11 de noviembre de 2012 | 15:00 |
| Parma         | 0 - 0 | Siena          | 11 de noviembre de 2012 | 15:00 |
| Torino        | 1 - 0 | Bologna        | 11 de noviembre de 2012 | 15:00 |
| Atalanta      | 3 - 2 | Internazionale | 11 de noviembre de 2012 | 20:45 |

| Juventus       | 0 - 0 | Lazio         | 17 de noviembre de 2012 | 18:00 |
| Napoli         | 2 - 2 | Milan         | 17 de noviembre de 2012 | 20:45 |
| Bologna        | 3 - 0 | Palermo       | 18 de noviembre de 2012 | 15:00 |
| Catania        | 2 - 1 | Chievo Verona | 18 de noviembre de 2012 | 15:00 |
| Fiorentina     | 4 - 1 | Atalanta      | 18 de noviembre de 2012 | 15:00 |
| Internazionale | 2 - 2 | Cagliari      | 18 de noviembre de 2012 | 15:00 |
| Siena          | 1 - 0 | Pescara       | 18 de noviembre de 2012 | 15:00 |
| Udinese        | 2 - 2 | Parma         | 18 de noviembre de 2012 | 15:00 |
| Sampdoria      | 3 - 1 | Genoa         | 18 de noviembre de 2012 | 20:45 |
| Roma           | 2 - 0 | Torino        | 19 de noviembre de 2012 | 20:45 |

| Palermo       | 3 - 1 | Catania        | 24 de noviembre de 2012 | 20:45 |
| Atalanta      | 0 - 1 | Genoa          | 25 de noviembre de 2012 | 15:00 |
| Chievo Verona | 0 - 0 | Siena          | 25 de noviembre de 2012 | 15:00 |
| Pescara       | 0 - 1 | Roma           | 25 de noviembre de 2012 | 15:00 |
| Sampdoria     | 1 - 0 | Bologna        | 25 de noviembre de 2012 | 15:00 |
| Torino        | 2 - 2 | Fiorentina     | 25 de noviembre de 2012 | 15:00 |
| Milan         | 1 - 0 | Juventus       | 25 de noviembre de 2012 | 20:45 |
| Cagliari      | 0 - 1 | Napoli         | 26 de noviembre de 2012 | 19:00 |
| Parma         | 1 - 0 | Internazionale | 26 de noviembre de 2012 | 21:00 |
| Lazio         | 3 - 0 | Udinese        | 27 de noviembre de 2012 | 20:45 |

| Catania        | 1 - 3 | Milan         | 30 de noviembre de 2012 | 20:45 |
| Juventus       | 3 - 0 | Torino        | 1 de diciembre de 2012  | 20:45 |
| Napoli         | 5 - 1 | Pescara       | 2 de diciembre de 2012  | 12:30 |
| Bologna        | 2 - 1 | Atalanta      | 2 de diciembre de 2012  | 15:00 |
| Genoa          | 2 - 4 | Chievo Verona | 2 de diciembre de 2012  | 15:00 |
| Internazionale | 1 - 0 | Palermo       | 2 de diciembre de 2012  | 15:00 |
| Lazio          | 2 - 1 | Parma         | 2 de diciembre de 2012  | 15:00 |
| Siena          | 1 - 3 | Roma          | 2 de diciembre de 2012  | 15:00 |
| Udinese        | 4 - 1 | Cagliari      | 2 de diciembre de 2012  | 15:00 |
| Fiorentina     | 2 - 2 | Sampdoria     | 2 de diciembre de 2012  | 20:45 |

| Atalanta       | 2 - 1 | Parma         | 8 de diciembre de 2012  | 18:00 |
| Roma           | 4 - 2 | Fiorentina    | 8 de diciembre de 2012  | 20:45 |
| Cagliari       | 0 - 2 | Chievo Verona | 9 de diciembre de 2012  | 15:00 |
| Palermo        | 0 - 1 | Juventus      | 9 de diciembre de 2012  | 15:00 |
| Pescara        | 2 - 0 | Genoa         | 9 de diciembre de 2012  | 15:00 |
| Siena          | 1 - 3 | Catania       | 9 de diciembre de 2012  | 15:00 |
| Torino         | 2 - 4 | Milan         | 9 de diciembre de 2012  | 15:00 |
| Internazionale | 2 - 1 | Napoli        | 9 de diciembre de 2012  | 20:45 |
| Sampdoria      | 0 - 2 | Udinese       | 10 de diciembre de 2012 | 19:00 |
| Bologna        | 0 - 0 | Lazio         | 10 de diciembre de 2012 | 21:00 |

| Udinese       | 1 - 1 | Palermo        | 15 de diciembre de 2012 | 18:00 |
| Lazio         | 1 - 0 | Internazionale | 15 de diciembre de 2012 | 20:45 |
| Fiorentina    | 4 - 1 | Siena          | 16 de diciembre de 2012 | 12:30 |
| Catania       | 3 - 1 | Sampdoria      | 16 de diciembre de 2012 | 15:00 |
| Chievo Verona | 1 - 0 | Roma           | 16 de diciembre de 2012 | 15:00 |
| Genoa         | 1 - 1 | Torino         | 16 de diciembre de 2012 | 15:00 |
| Juventus      | 3 - 0 | Atalanta       | 16 de diciembre de 2012 | 15:00 |
| Milan         | 4 - 1 | Pescara        | 16 de diciembre de 2012 | 15:00 |
| Parma         | 4 - 1 | Cagliari       | 16 de diciembre de 2012 | 15:00 |
| Napoli        | 2 - 3 | Bologna        | 16 de diciembre de 2012 | 20:45 |

| Pescara        | 2 - 1 | Catania       | 21 de diciembre de 2012 | 18:00 |
| Cagliari       | 1 - 3 | Juventus      | 21 de diciembre de 2012 | 20:45 |
| Internazionale | 1 - 1 | Genoa         | 22 de diciembre de 2012 | 12:30 |
| Atalanta       | 1 - 1 | Udinese       | 22 de diciembre de 2012 | 15:00 |
| Bologna        | 1 - 2 | Parma         | 22 de diciembre de 2012 | 15:00 |
| Palermo        | 0 - 3 | Fiorentina    | 22 de diciembre de 2012 | 15:00 |
| Sampdoria      | 0 - 1 | Lazio         | 22 de diciembre de 2012 | 15:00 |
| Siena          | 0 - 2 | Napoli        | 22 de diciembre de 2012 | 15:00 |
| Torino         | 2 - 0 | Chievo Verona | 22 de diciembre de 2012 | 15:00 |
| Roma           | 4 - 2 | Milan         | 22 de diciembre de 2012 | 20:45 |

| Catania       | 0 - 0 | Torino         | 5 de enero de 2013 | 18:00 |
| Lazio         | 2 - 1 | Cagliari       | 5 de enero de 2013 | 20:45 |
| Udinese       | 3 - 0 | Internazionale | 6 de enero de 2013 | 12:30 |
| Chievo Verona | 1 - 0 | Atalanta       | 6 de enero de 2013 | 15:00 |
| Fiorentina    | 0 - 2 | Pescara        | 6 de enero de 2013 | 15:00 |
| Genoa         | 2 - 0 | Bologna        | 6 de enero de 2013 | 15:00 |
| Juventus      | 1 - 2 | Sampdoria      | 6 de enero de 2013 | 15:00 |
| Milan         | 2 - 1 | Siena          | 6 de enero de 2013 | 15:00 |
| Parma         | 2 - 1 | Palermo        | 6 de enero de 2013 | 15:00 |
| Napoli        | 4 - 1 | Roma           | 6 de enero de 2013 | 20:45 |

### Segunda rueda
| Bologna        | 4 - 0 | Chievo Verona | 12 de enero de 2013 | 18:00 |
| Internazionale | 2 - 0 | Pescara       | 12 de enero de 2013 | 20:45 |
| Torino         | 3 - 2 | Siena         | 13 de enero de 2013 | 12:30 |
| Cagliari       | 2 - 1 | Genoa         | 13 de enero de 2013 | 15:00 |
| Catania        | 1 - 0 | Roma          | 13 de enero de 2013 | 15:00 |
| Lazio          | 2 - 0 | Atalanta      | 13 de enero de 2013 | 15:00 |
| Napoli         | 3 - 0 | Palermo       | 13 de enero de 2013 | 15:00 |
| Parma          | 1 - 1 | Juventus      | 13 de enero de 2013 | 15:00 |
| Udinese        | 3 - 1 | Fiorentina    | 13 de enero de 2013 | 15:00 |
| Sampdoria      | 0 - 0 | Milan         | 13 de enero de 2013 | 20:45 |

| Palermo       | 2 - 2 | Lazio          | 19 de enero de 2013 | 18:00 |
| Juventus      | 4 - 0 | Udinese        | 19 de enero de 2013 | 20:45 |
| Fiorentina    | 1 - 1 | Napoli         | 20 de enero de 2013 | 12:30 |
| Atalanta      | 1 - 1 | Cagliari       | 20 de enero de 2013 | 15:00 |
| Chievo Verona | 1 - 1 | Parma          | 20 de enero de 2013 | 15:00 |
| Genoa         | 0 - 2 | Catania        | 20 de enero de 2013 | 15:00 |
| Milan         | 2 - 1 | Bologna        | 20 de enero de 2013 | 15:00 |
| Pescara       | 0 - 2 | Torino         | 20 de enero de 2013 | 15:00 |
| Siena         | 1 - 0 | Sampdoria      | 20 de enero de 2013 | 15:00 |
| Roma          | 1 - 1 | Internazionale | 20 de enero de 2013 | 20:45 |

| Lazio          | 0 - 1 | Chievo Verona | 26 de enero de 2013 | 18:00 |
| Juventus       | 1 - 1 | Genoa         | 26 de enero de 2013 | 20:45 |
| Bologna        | 3 - 3 | Roma          | 27 de enero de 2013 | 12:30 |
| Atalanta       | 0 - 1 | Milan         | 27 de enero de 2013 | 15:00 |
| Cagliari       | 1 - 1 | Palermo       | 27 de enero de 2013 | 15:00 |
| Catania        | 2 - 1 | Fiorentina    | 27 de enero de 2013 | 15:00 |
| Parma          | 1 - 2 | Napoli        | 27 de enero de 2013 | 15:00 |
| Sampdoria      | 6 - 0 | Pescara       | 27 de enero de 2013 | 15:00 |
| Udinese        | 1 - 0 | Siena         | 27 de enero de 2013 | 15:00 |
| Internazionale | 2 - 2 | Torino        | 27 de enero de 2013 | 20:45 |

| Roma          | 2 - 4 | Cagliari       | 1 de febrero de 2013 | 20:45 |
| Torino        | 0 - 0 | Sampdoria      | 2 de febrero de 2013 | 18:00 |
| Napoli        | 2 - 0 | Catania        | 2 de febrero de 2013 | 20:45 |
| Chievo Verona | 1 - 2 | Juventus       | 3 de febrero de 2013 | 12:30 |
| Fiorentina    | 2 - 0 | Parma          | 3 de febrero de 2013 | 15:00 |
| Genoa         | 3 - 2 | Lazio          | 3 de febrero de 2013 | 15:00 |
| Palermo       | 1 - 2 | Atalanta       | 3 de febrero de 2013 | 15:00 |
| Siena         | 3 - 1 | Internazionale | 3 de febrero de 2013 | 15:00 |
| Pescara       | 2 - 3 | Bologna        | 3 de febrero de 2013 | 15:00 |
| Milan         | 2 - 1 | Udinese        | 3 de febrero de 2013 | 20:45 |

| Juventus       | 2 - 0 | Fiorentina    | 9 de febrero de 2013  | 18:00 |
| Lazio          | 1 - 1 | Napoli        | 9 de febrero de 2013  | 20:45 |
| Parma          | 0 - 0 | Genoa         | 10 de febrero de 2013 | 12:30 |
| Bologna        | 1 - 1 | Siena         | 10 de febrero de 2013 | 15:00 |
| Sampdoria      | 3 - 1 | Roma          | 10 de febrero de 2013 | 15:00 |
| Palermo        | 1 - 1 | Pescara       | 10 de febrero de 2013 | 15:00 |
| Atalanta       | 0 - 0 | Catania       | 10 de febrero de 2013 | 15:00 |
| Cagliari       | 1 - 1 | Milan         | 10 de febrero de 2013 | 15:00 |
| Udinese        | 1 - 0 | Torino        | 10 de febrero de 2013 | 15:00 |
| Internazionale | 3 - 1 | Chievo Verona | 10 de febrero de 2013 | 20:45 |

| Milan         | 2 - 1 | Parma          | 15 de febrero de 2013 | 20:45 |
| Chievo Verona | 1 - 1 | Palermo        | 16 de febrero de 2013 | 18:00 |
| Roma          | 1 - 0 | Juventus       | 16 de febrero de 2013 | 20:45 |
| Catania       | 1 - 0 | Bologna        | 17 de febrero de 2013 | 15:00 |
| Genoa         | 1 - 0 | Udinese        | 17 de febrero de 2013 | 15:00 |
| Napoli        | 0 - 0 | Sampdoria      | 17 de febrero de 2013 | 15:00 |
| Pescara       | 0 - 2 | Cagliari       | 17 de febrero de 2013 | 15:00 |
| Torino        | 2 - 1 | Atalanta       | 17 de febrero de 2013 | 15:00 |
| Fiorentina    | 4 - 1 | Internazionale | 17 de febrero de 2013 | 20:45 |
| Siena         | 3 - 0 | Lazio          | 18 de febrero de 2013 | 20:45 |

| Palermo        | 0 - 0 | Genoa         | 23 de febrero de 2013 | 20:45 |
| Sampdoria      | 2 - 0 | Chievo Verona | 24 de febrero de 2013 | 12:30 |
| Atalanta       | 2 - 3 | Roma          | 24 de febrero de 2013 | 15:00 |
| Cagliari       | 4 - 3 | Torino        | 24 de febrero de 2013 | 15:00 |
| Juventus       | 3 - 0 | Siena         | 24 de febrero de 2013 | 15:00 |
| Parma          | 1 - 2 | Catania       | 24 de febrero de 2013 | 15:00 |
| Internazionale | 1 - 1 | Milan         | 24 de febrero de 2013 | 20:45 |
| Udinese        | 0 - 0 | Napoli        | 25 de febrero de 2013 | 19:00 |
| Lazio          | 2 - 0 | Pescara       | 25 de febrero de 2013 | 21:00 |
| Bologna        | 2 - 1 | Fiorentina    | 26 de febrero de 2013 | 20:00 |

| Napoli     | 1 - 1 | Juventus       | 1 de marzo de 2013 | 20:45 |
| Milan      | 3 - 0 | Lazio          | 2 de marzo de 2013 | 20:45 |
| Torino     | 0 - 0 | Palermo        | 3 de marzo de 2013 | 12:30 |
| Bologna    | 3 - 0 | Cagliari       | 3 de marzo de 2013 | 15:00 |
| Catania    | 2 - 3 | Internazionale | 3 de marzo de 2013 | 15:00 |
| Fiorentina | 2 - 1 | Chievo Verona  | 3 de marzo de 2013 | 15:00 |
| Pescara    | 0 - 1 | Udinese        | 3 de marzo de 2013 | 15:00 |
| Sampdoria  | 1 - 0 | Parma          | 3 de marzo de 2013 | 15:00 |
| Siena      | 0 - 2 | Atalanta       | 3 de marzo de 2013 | 15:00 |
| Roma       | 3 - 1 | Genoa          | 3 de marzo de 2013 | 20:45 |

| Genoa          | 0 - 2 | Milan      | 8 de marzo de 2013  | 20:45 |
| Udinese        | 1 - 1 | Roma       | 9 de marzo de 2013  | 20:45 |
| Atalanta       | 2 - 1 | Pescara    | 10 de marzo de 2013 | 12:30 |
| Cagliari       | 3 - 1 | Sampdoria  | 10 de marzo de 2013 | 15:00 |
| Chievo Verona  | 2 - 0 | Napoli     | 10 de marzo de 2013 | 15:00 |
| Juventus       | 1 - 0 | Catania    | 10 de marzo de 2013 | 15:00 |
| Palermo        | 1 - 2 | Siena      | 10 de marzo de 2013 | 15:00 |
| Parma          | 4 - 1 | Torino     | 10 de marzo de 2013 | 15:00 |
| Internazionale | 0 - 1 | Bologna    | 10 de marzo de 2013 | 20:45 |
| Lazio          | 0 - 2 | Fiorentina | 10 de marzo de 2013 | 20:45 |

| Catania    | 3 - 1 | Udinese        | 16 de marzo de 2013 | 18:00 |
| Bologna    | 0 - 2 | Juventus       | 16 de marzo de 2013 | 20:45 |
| Siena      | 0 - 0 | Cagliari       | 17 de marzo de 2013 | 12:30 |
| Pescara    | 0 - 2 | Chievo Verona  | 17 de marzo de 2013 | 15:00 |
| Fiorentina | 3 - 2 | Genoa          | 17 de marzo de 2013 | 15:00 |
| Torino     | 1 - 0 | Lazio          | 17 de marzo de 2013 | 15:00 |
| Milan      | 2 - 0 | Palermo        | 17 de marzo de 2013 | 15:00 |
| Napoli     | 3 - 2 | Atalanta       | 17 de marzo de 2013 | 15:00 |
| Roma       | 2 - 0 | Parma          | 17 de marzo de 2013 | 20:45 |
| Sampdoria  | 0 - 2 | Internazionale | 3 de abril de 2013  | 18:30 |

| Udinese        | 0 - 0 | Bologna    | 30 de marzo de 2013 | 15:00 |
| Atalanta       | 0 - 0 | Sampdoria  | 30 de marzo de 2013 | 15:00 |
| Palermo        | 2 - 0 | Roma       | 30 de marzo de 2013 | 15:00 |
| Parma          | 3 - 0 | Pescara    | 30 de marzo de 2013 | 15:00 |
| Genoa          | 2 - 2 | Siena      | 30 de marzo de 2013 | 15:00 |
| Internazionale | 1 - 2 | Juventus   | 30 de marzo de 2013 | 15:00 |
| Cagliari       | 2 - 1 | Fiorentina | 30 de marzo de 2013 | 15:00 |
| Lazio          | 2 - 1 | Catania    | 30 de marzo de 2013 | 15:00 |
| Chievo Verona  | 0 - 1 | Milan      | 30 de marzo de 2013 | 18:30 |
| Torino         | 3 - 5 | Napoli     | 30 de marzo de 2013 | 21:00 |

| Juventus       | 2 - 1 | Pescara       | 6 de abril de 2013 | 18:00 |
| Bologna        | 2 - 2 | Torino        | 6 de abril de 2013 | 20:45 |
| Fiorentina     | 2 - 2 | Milan         | 7 de abril de 2013 | 12:30 |
| Udinese        | 3 - 1 | Chievo Verona | 7 de abril de 2013 | 15:00 |
| Sampdoria      | 1 - 3 | Palermo       | 7 de abril de 2013 | 15:00 |
| Siena          | 0 - 0 | Parma         | 7 de abril de 2013 | 15:00 |
| Catania        | 0 - 0 | Cagliari      | 7 de abril de 2013 | 15:00 |
| Napoli         | 2 - 0 | Genoa         | 7 de abril de 2013 | 20:45 |
| Internazionale | 3 - 4 | Atalanta      | 7 de abril de 2013 | 20:45 |
| Roma           | 1 - 1 | Lazio         | 8 de abril de 2013 | 20:45 |

| Pescara       | 2 - 3 | Siena          | 13 de abril de 2013 | 18:00 |
| Atalanta      | 0 - 2 | Fiorentina     | 13 de abril de 2013 | 20:45 |
| Palermo       | 1 - 1 | Bologna        | 14 de abril de 2013 | 12:30 |
| Chievo Verona | 0 - 0 | Catania        | 14 de abril de 2013 | 15:00 |
| Cagliari      | 2 - 0 | Internazionale | 14 de abril de 2013 | 15:00 |
| Torino        | 1 - 2 | Roma           | 14 de abril de 2013 | 15:00 |
| Genoa         | 1 - 1 | Sampdoria      | 14 de abril de 2013 | 15:00 |
| Parma         | 0 - 3 | Udinese        | 14 de abril de 2013 | 15:00 |
| Milan         | 1 - 1 | Napoli         | 14 de abril de 2013 | 20:45 |
| Lazio         | 0 - 2 | Juventus       | 15 de abril de 2013 | 20:45 |

| Genoa          | 1 - 1 | Atalanta      | 20 de abril de 2013 | 18:00 |
| Udinese        | 1 - 0 | Lazio         | 20 de abril de 2013 | 20:45 |
| Internazionale | 1 - 0 | Parma         | 21 de abril de 2013 | 12:30 |
| Roma           | 1 - 1 | Pescara       | 21 de abril de 2013 | 15:00 |
| Bologna        | 1 - 1 | Sampdoria     | 21 de abril de 2013 | 15:00 |
| Catania        | 1 - 1 | Palermo       | 21 de abril de 2013 | 15:00 |
| Fiorentina     | 4 - 3 | Torino        | 21 de abril de 2013 | 15:00 |
| Napoli         | 3 - 2 | Cagliari      | 21 de abril de 2013 | 15:00 |
| Siena          | 0 - 1 | Chievo Verona | 21 de abril de 2013 | 15:00 |
| Juventus       | 1 - 0 | Milan         | 21 de abril de 2013 | 20:45 |

| Atalanta      | 1 - 1 | Bologna        | 27 de abril de 2013 | 18:00 |
| Cagliari      | 0 - 1 | Udinese        | 27 de abril de 2013 | 18:00 |
| Pescara       | 0 - 3 | Napoli         | 27 de abril de 2013 | 20:45 |
| Roma          | 4 - 0 | Siena          | 28 de abril de 2013 | 15:00 |
| Chievo Verona | 0 - 1 | Genoa          | 28 de abril de 2013 | 15:00 |
| Palermo       | 1 - 0 | Internazionale | 28 de abril de 2013 | 15:00 |
| Parma         | 0 - 0 | Lazio          | 28 de abril de 2013 | 15:00 |
| Sampdoria     | 0 - 3 | Fiorentina     | 28 de abril de 2013 | 15:00 |
| Torino        | 0 - 2 | Juventus       | 28 de abril de 2013 | 15:00 |
| Milan         | 4 - 2 | Catania        | 28 de abril de 2013 | 20:45 |

| Chievo Verona | 0 - 0 | Cagliari       | 4 de mayo de 2013 | 18:00 |
| Fiorentina    | 0 - 1 | Roma           | 4 de mayo de 2013 | 20:45 |
| Udinese       | 3 - 1 | Sampdoria      | 5 de mayo de 2013 | 12:30 |
| Milan         | 1 - 0 | Torino         | 5 de mayo de 2013 | 15:00 |
| Catania       | 3 - 0 | Siena          | 5 de mayo de 2013 | 15:00 |
| Genoa         | 4 - 1 | Pescara        | 5 de mayo de 2013 | 15:00 |
| Juventus      | 1 - 0 | Palermo        | 5 de mayo de 2013 | 15:00 |
| Parma         | 2 - 0 | Atalanta       | 5 de mayo de 2013 | 15:00 |
| Lazio         | 6 - 0 | Bologna        | 5 de mayo de 2013 | 15:00 |
| Napoli        | 3 - 1 | Internazionale | 5 de mayo de 2013 | 20:45 |

| Roma           | 0 - 1 | Chievo Verona | 7 de mayo de 2013 | 20:45 |
| Pescara        | 0 - 4 | Milan         | 8 de mayo de 2013 | 18:00 |
| Atalanta       | 0 - 1 | Juventus      | 8 de mayo de 2013 | 20:45 |
| Bologna        | 0 - 3 | Napoli        | 8 de mayo de 2013 | 20:45 |
| Cagliari       | 0 - 1 | Parma         | 8 de mayo de 2013 | 20:45 |
| Internazionale | 1 - 3 | Lazio         | 8 de mayo de 2013 | 20:45 |
| Palermo        | 2 - 3 | Udinese       | 8 de mayo de 2013 | 20:45 |
| Sampdoria      | 1 - 1 | Catania       | 8 de mayo de 2013 | 20:45 |
| Siena          | 0 - 1 | Fiorentina    | 8 de mayo de 2013 | 20:45 |
| Torino         | 0 - 0 | Genoa         | 8 de mayo de 2013 | 20:45 |

| Juventus      | 1 - 1 | Cagliari       | 11 de mayo de 2013 | 18:00 |
| Catania       | 1 - 0 | Pescara        | 11 de mayo de 2013 | 20:45 |
| Chievo Verona | 1 - 1 | Torino         | 12 de mayo de 2013 | 12:30 |
| Fiorentina    | 1 - 0 | Palermo        | 12 de mayo de 2013 | 12:30 |
| Genoa         | 0 - 0 | Internazionale | 12 de mayo de 2013 | 12:30 |
| Lazio         | 2 - 0 | Sampdoria      | 12 de mayo de 2013 | 15:00 |
| Napoli        | 2 - 1 | Siena          | 12 de mayo de 2013 | 15:00 |
| Udinese       | 2 - 1 | Atalanta       | 12 de mayo de 2013 | 15:00 |
| Parma         | 0 - 2 | Bologna        | 12 de mayo de 2013 | 18:00 |
| Milan         | 0 - 0 | Roma           | 12 de mayo de 2013 | 20:45 |

| Sampdoria      | 3 - 2 | Juventus      | 18 de mayo de 2013 | 20:45 |
| Atalanta       | 2 - 2 | Chievo Verona | 19 de mayo de 2013 | 15:00 |
| Bologna        | 0 - 0 | Genoa         | 19 de mayo de 2013 | 15:00 |
| Cagliari       | 1 - 0 | Lazio         | 19 de mayo de 2013 | 20:45 |
| Internazionale | 2 - 5 | Udinese       | 19 de mayo de 2013 | 20:45 |
| Palermo        | 1 - 3 | Parma         | 19 de mayo de 2013 | 20:45 |
| Pescara        | 1 - 5 | Fiorentina    | 19 de mayo de 2013 | 20:45 |
| Roma           | 2 - 1 | Napoli        | 19 de mayo de 2013 | 20:45 |
| Siena          | 1 - 2 | Milan         | 19 de mayo de 2013 | 20:45 |
| Torino         | 2 - 2 | Catania       | 19 de mayo de 2013 | 20:45 |

## Datos y estadísticas
| Edinson Cavani       | Napoli     | 29 | 34 |
| Antonio Di Natale    | Udinese    | 23 | 33 |
| Pablo Daniel Osvaldo | Roma       | 16 | 29 |
| Stephan El Shaarawy  | Milan      | 16 | 37 |
| Miroslav Klose       | Lazio      | 15 | 29 |
| Giampaolo Pazzini    | Milan      | 15 | 30 |
| Erik Lamela          | Roma       | 15 | 33 |
| Germán Denis         | Atalanta   | 15 | 36 |
| Stevan Jovetić       | Fiorentina | 13 | 31 |
| Gonzalo Bergessio    | Catania    | 13 | 32 |
| Alberto Gilardino    | Bologna    | 13 | 36 |
| Fuente: FIFA         |            |    |    |

| Marek Hamšík          | Napoli         | 14 | 38 |
| Francesco Totti       | Roma           | 12 | 34 |
| Borja Valero          | Fiorentina     | 11 | 37 |
| Antonio Cassano       | Internazionale | 9  | 28 |
| Andrea Cossu          | Cagliari       | 8  | 24 |
| Adem Ljajić           | Fiorentina     | 8  | 28 |
| Fabrizio Miccoli      | Palermo        | 8  | 29 |
| Arturo Vidal          | Juventus       | 8  | 31 |
| Alessio Cerci         | Torino         | 8  | 35 |
| Andrea Pirlo          | Juventus       | 7  | 32 |
| Francesco Lodi        | Catania        | 7  | 33 |
| Goran Pandev          | Napoli         | 7  | 33 |
| Alessandro Diamanti   | Bologna        | 7  | 34 |
| Juan Cuadrado         | Fiorentina     | 7  | 36 |
| Alejandro Darío Gómez | Catania        | 7  | 36 |
| Lorenzo Insigne       | Napoli         | 7  | 36 |
| Fuente: ESPN          |                |    |    |

## Disciplina
| Daniele Conti                | Cagliari       | 16 | 29 |
| Jaime Valdés                 | Parma          | 14 | 29 |
| Radja Nainggolan             | Cagliari       | 14 | 34 |
| Giuseppe Bellusci            | Catania        | 13 | 26 |
| David Pizarro                | Roma           | 13 | 29 |
| Daniele Dessena              | Cagliari       | 13 | 31 |
| Juan Jesus                   | Internazionale | 13 | 31 |
| Daniele Gastaldello          | Sampdoria      | 13 | 33 |
| Maurizio Domizzi             | Udinese        | 12 | 30 |
| Panagiotis Kone              | Bologna        | 12 | 31 |
| Luca Rigoni                  | Chievo Verona  | 12 | 31 |
| Alessandro Lucarelli         | Parma          | 12 | 32 |
| Valon Behrami                | Napoli         | 12 | 33 |
| Fuente: Corriere dello Sport |                |    |    |

| Thomas Heurtaux              | Udinese   | 2 | 17 |
| Massimo Ambrosini            | Milan     | 2 | 20 |
| Carlos Carmona               | Atalanta  | 2 | 20 |
| Vladimír Weiss               | Pescara   | 2 | 22 |
| Andrea Costa                 | Sampdoria | 2 | 27 |
| Kevin-Prince Boateng         | Milan     | 2 | 29 |
| Luca Rossettini              | Sampdoria | 2 | 29 |
| Giuseppe Biava               | Lazio     | 2 | 31 |
| Davide Astori                | Sampdoria | 2 | 32 |
| Danilo                       | Udinese   | 2 | 32 |
| Kamil Glik                   | Torino    | 2 | 32 |
| Daniele Gastaldello          | Sampdoria | 2 | 33 |
| Felipe                       | Siena     | 2 | 34 |
| Fuente: Corriere dello Sport |           |   |    |

## Otros datos

### Hat-tricks o Tripletes
| Jugador            | Equipo         | Rival          | Resultado | Fecha    |
| ------------------ | -------------- | -------------- | --------- | -------- |
| Giampaolo Pazzini  | Milan          | Bologna        | 1 – 3     | Fecha 2  |
| Edinson Cavani     | Napoli         | Lazio          | 3 – 0     | Fecha 5  |
| Fabrizio Miccoli   | Palermo        | Chievo Verona  | 4 – 1     | Fecha 6  |
| Fabio Quagliarella | Juventus       | Pescara        | 1 – 6     | Fecha 12 |
| Alberto Paloschi   | Chievo Verona  | Genoa          | 2 – 4     | Fecha 15 |
| Edinson Cavani     | Napoli         | Roma           | 4 – 1     | Fecha 19 |
| Víctor Ibarbo      | Cagliari       | Sampdoria      | 3 – 1     | Fecha 28 |
| Amauri             | Parma          | Torino         | 4 – 1     | Fecha 28 |
| Blerim Džemaili    | Napoli         | Torino         | 3 – 5     | Fecha 30 |
| Germán Denis       | Atalanta       | Inter de Milán | 3 – 4     | Fecha 31 |
| Daniel Osvaldo     | Roma           | Siena          | 4 – 0     | Fecha 34 |
| Gonzalo Bergessio  | Calcio Catania | Siena          | 3 – 0     | Fecha 35 |
| Edinson Cavani     | Napoli         | Inter de Milán | 3 - 1     | Fecha 35 |
| Adem Ljajić        | Fiorentina     | Pescara        | 1 – 5     | Fecha 38 |

### Póker de goles
| Jugador      | Equipo    | Rival   | Resultado | Fecha    |
| ------------ | --------- | ------- | --------- | -------- |
| Mauro Icardi | Sampdoria | Pescara | 6 - 0     | Fecha 22 |

### "Manita" - 5 goles
| Jugador        | Equipo | Rival   | Resultado | Fecha    |
| -------------- | ------ | ------- | --------- | -------- |
| Miroslav Klose | Lazio  | Bologna | 6 - 0     | Fecha 35 |

## Fichajes

### Fichajes más caros del mercado de verano
En esta nueva temporada hubo un deslice en Italia en cuanto al mercado de pases ya que la ninguna transferencia pasó de los 13.000.000 €. A comparación de pasadas temporadas y de demás ligas no hubo motivación por los equipos de seguir reforzando.
| Rank. | Jugador            | Club de destino | Club de origen       | Precio (euros)  |
| ----- | ------------------ | --------------- | -------------------- | --------------- |
| 1º    | Giampaolo Pazzini  | Milan           | Internazionale       | 12.500.000 €    |
| 2º    | Eduardo Vargas     | Napoli          | Universidad de Chile | 12.000.000 €    |
| 3º    | Fredy Guarin       | Internazionale  | Porto                | 11.000.000 €    |
| 4º    | Sebastian Giovinco | Juventus        | Parma                | 11.000.000 €    |
| 5º    | Mauricio Isla      | Juventus        | Udinese              | 9.800.000 € 50% |
| 6°    | Rodrigo Palacio    | Internazionale  | Genoa                | 10.500.000 €    |
| 7°    | Álvaro Pereira     | Internazionale  | Porto                | 10.000.000 €    |